# Yoo Ha-na
Yoo Ha-na (hangŭl: 유하나; hanja: 劉荷娜; latinizzazione: Yu Ha-na; McCune-Reischauer: Yu Ha-na; Seul, 19 gennaio 1986) è un'attrice sudcoreana, presente anche sulle scene taiwanesi.
Ha recitato insieme a Jimmy Lin nella serie televisiva taiwanese in cinese My Lucky Star, nella quale tuttavia è stata doppiata a causa della scarsa conoscenza della lingua. Inoltre, ha recitato in un video musicale per il cantante taiwanese Jay Chou.

## Biografia
Entrata originariamente nel mondo dello spettacolo come fotomodella per alcune riviste sudcoreane, Yoo Ha-na fu notata dal produttore taiwanese Chen Yu San, che era in procinto di produrre il nuovo drama My Lucky Star. Lo stesso Chen organizzò un appuntamento con l'agente di Ha-na, e l'attrice volò dalla Corea del Sud a Taiwan per fare l'audizione, che ebbe successo e la portò ad interpretare la protagonista femminile del drama. A quel tempo, Ha-na era già leggermente introdotta nell'ambiente taiwanese poiché aveva recitato nel video musicale della canzone White Windmill (Bai Se Feng Che, 白色風車), di Jay Chou.

## Filmografia

### Televisione
- First Wives Club (2007)
- My Lucky Star (放羊的星星) (2007)
- Sol-yakgukjip adeuldeul (2009)

### Film
- Wo Ye Hui Lai Le (我也回來了, 2004)[3][4]

## Teatro
- Mad Kiss (2007)[5][6]
- Dead Poet Society (2007)[7]
- Monday P.M. (2008)[8][9]

### Musical teatrali
- Oh! While You Were Sleeping (2005)[10][11]
- Our Town (2006)[12]
- Grease (2008)[13][14][15]
- Wait for you (2009)[16][17][18]